# Csaba Gercsák
Csaba Gercsák (Budapest, 19 agosto 1988) è un nuotatore ungherese, specializzato nelle gare di fondo.
In carriera ha conquistato un bronzo nella 25 chilometri di fondo ai mondiali di Shanghai del 2011.
Nel 2008 ha partecipato alla 10 chilometri in acque libere dei Giochi della XXIX Olimpiade di Pechino, non concludendola.

## Palmarès
- Mondiali di nuoto

2011 - Shanghai: bronzo nella 25 km.